# Sinfonia n. 53 (Haydn)
La Sinfonia n. 53 in re maggiore di Franz Joseph Haydn fu composta per l'orchestra della corte Esterházy nel 1774, ed è conosciuta come "L'imperiale."
Il primo movimento è una sonata-allegro con introduzione lenta. Ha tre versioni della Finale, ma la terza non fu composta da Haydn.

## Discografia
- Philharmonia Hungarica, Antal Doráti, Decca 425926-2[1]
- Leopold Stokowski